# Dracaena fragrans
Dracaena fragrans ist eine Pflanzenart aus der Gattung der Drachenbäume (Dracaena) in der Familie der Spargelgewächse (Asparagaceae). Das Artepitheton fragrans bedeutet ‚duftend‘ und bezieht sich auf die Blüten.

## Beschreibung
Die immergrüne Pflanze bildet am natürlichen Standort einen bis zu 6 Meter hoch wachsenden Stamm aus. In Zimmerkultur wird Dracaena fragrans selten höher als 1,50 bis 2 m. Die sitzenden, schmal lanzettlichen Laubblätter werden 45 bis 50 cm lang und bis 5 cm breit. Die Blätter sind bei der Wildart dunkelgrün und können je nach Sorte panaschiert sein.
Am natürlichen Standort werden zur Blütezeit von März bis Mai zwar reichblütige, aber unscheinbare traubige Blütenstände gebildet. Wird aus der terminalen Endknospe ein Blütenstand gebildet, übernehmen Seitenknospen der Sprossachse das vegetative Wachstum; die Pflanze verzweigt sich also nach der Blüte. Die Blüten sind grünweiß und sondern einen aromatischen Duft ab. Eine Blütenbildung kommt bei der Kultur als Zimmerpflanze allerdings sehr selten vor.
Die Chromosomenzahl beträgt 2n = 38.

## Systematik und Verbreitung
Die Heimat von Dracaena fragrans erstreckt sich im tropischen Afrika von Sierra Leone im Westen bis nach Äthiopien im Nordosten und Malawi im Südosten. Sie gehört damit zu typischen Vertretern der Paläotropis.
Dracaena fragrans wurde erstmals 1768 von Carl von Linné und etwas später ergänzend von dem englischen Botaniker John Bellenden Ker Gawler beschrieben. Der Gattungsname leitet sich von dem griechischen drakaina (weiblicher Drachen, Schlange) ab. Der Artname bezieht sich auf den aromatischen Duft der Blüten der Pflanze.